# Javier Zeoli
Adolfo Javier Zeoli Martínez (Montevideo, 2 de mayo de 1962) es un exfutbolista uruguayo. Jugaba de guardameta y su primer club fue Danubio Fútbol Club.

## Carrera
Comenzó su carrera como jugador profesional en 1982 en Danubio, ganó el primer Campeonato uruguayo de la historia de la institución en 1988 y disputa la Copa Libertadores 1989 llegando a las semifinales;  en ese año se trasladó a España, en donde formó parte de las filas del CD Tenerife. Se mantuvo en el club tinerfeño hasta 1990. En 1991 se fue a la Argentina, en donde formó parte del plantel de  Mandiyú. Ese año se trasladó a Talleres de Córdoba. Jugó para el club hasta 1992. En ese mismo año se marchó a River Plate, donde alternó con Ángel David Comizzo, José Miguel y Javier Sodero hasta 1993. En 1994 se fue a Bolivia, para formar parte de las filas del Bolívar. Regresó a Uruguay en 1995 para formar parte de Nacional. En 1996 partió rumbo a Chile para unirse a Palestino. Regresó a su país natal en 1997, en donde volvió a formar parte de las filas de Danubio hasta su retiro.

## Selección nacional
Ha sido internacional con la Selección de fútbol de Uruguay en 1988 y 1990.

#### Participaciones en Copas del Mundo
| Mundial           | Sede   | Resultado        | Partidos | G.R | V.I |
| ----------------- | ------ | ---------------- | -------- | --- | --- |
| Copa Mundial 1990 | Italia | Octavos de final | 0        | 0   | 0   |

#### Participaciones en Copas América
| Torneo            | Sede   | Resultado  | Partidos | G.R | V.I |
| ----------------- | ------ | ---------- | -------- | --- | --- |
| Copa América 1989 | Brasil | Subcampeón | 7        | -3  | 4   |

## Clubes[1]
| Club           | País      | Año       |
| -------------- | --------- | --------- |
| Danubio        | Uruguay   | 1982-1989 |
| C. D. Tenerife | España    | 1989-1990 |
| Bolívar        | Bolivia   | 1991      |
| Mandiyú        | Argentina | 1991      |
| Talleres       | Argentina | 1991-1992 |
| River Plate    | Argentina | 1992-1993 |
| Bolívar        | Bolivia   | 1994      |
| Nacional       | Uruguay   | 1995      |
| Palestino      | Chile     | 1996      |
| Danubio        | Uruguay   | 1997      |